# Königin-Luise-Kirche
| Pfarrkirche Königin Luise | Pfarrkirche Königin Luise                                                              |
| ------------------------- | -------------------------------------------------------------------------------------- |
| West-Fassade              |                                                                                        |
| Adresse                   | Waidmannslust, Bondickstraße 14                                                        |
| Baumeister                | Architekt Robert Leibnitz                                                              |
| Konfession                | evangelisch-lutherisch                                                                 |
| Gemeinde                  | Waidmannslust                                                                          |
| Aktuelle Nutzung          | Gemeindekirche                                                                         |
| Gebäude                   |                                                                                        |
| Baubeginn                 | 1910                                                                                   |
| Einweihung                | 9. Oktober 1913                                                                        |
| Erneuerungen              | mehrfach u. a. 1960–1961, 1990er Jahre                                                 |
| Stil                      | Neugotik (Backsteingotik)                                                              |
| Maße                      | Turm: rechteckige Grundfläche 5,80 m × 8,20 m Kirchenschiff: Länge: 25 m, Breite: 15 m |

Die Königin-Luise-Kirche (ⓘ) im Berliner Ortsteil Waidmannslust ist ein neugotisches Gotteshaus, das im Jahr 1913 fertiggestellt wurde. Sie besteht aus weißen Rüdersdorfer Kalksteinen und roten Klinkersteinen aus Rathenow und ist als einziges Wahrzeichen des Ortsteils die Gemeindekirche der evangelischen Kirchengemeinde Waidmannslust.

## Lage

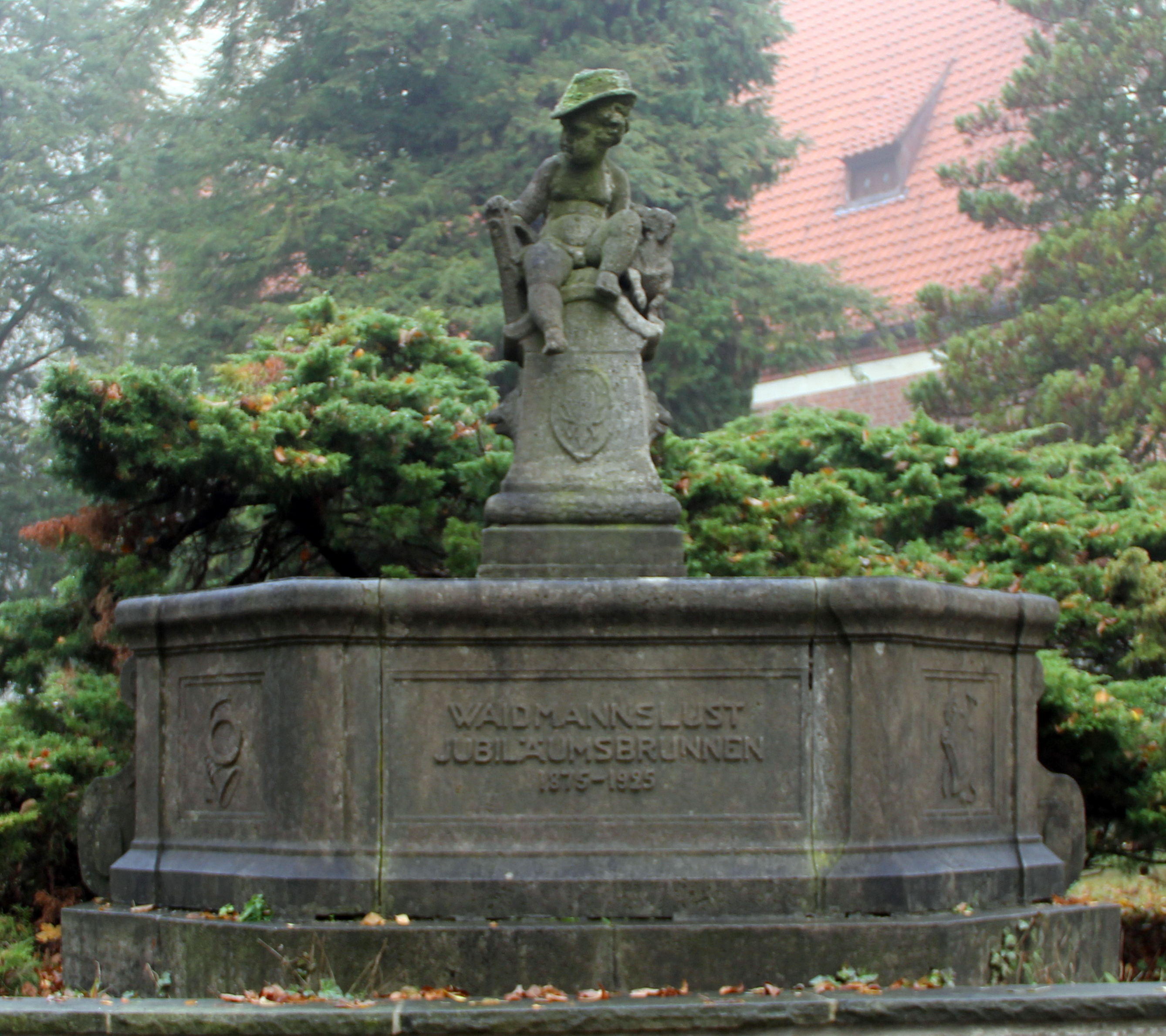
Jubiläumsbrunnen auf dem Kirchengrundstück

Die Kirche befindet sich auf einem Grundstück in der Bondickstraße 14. Zusammen mit der Einfriedung des Geländes und dem Jubiläumsbrunnen auf dem Kirchengrundstück stehen alle Bauten unter Denkmalschutz.

## Baugeschichte
Die Planung der Kirche im Stil der norddeutschen Backsteingotik wurde im 100. Todesjahr der Königin Luise von Preußen begonnen, deren Namen sie trägt. Architekt war Robert Leibnitz. Die Kaiserfamilie nahm persönlichen Anteil am Bau. Wilhelm II. wünschte die Gestaltung des Portalgiebels nach dem Vorbild des Tangermünder Rathauses. Kaiserin Auguste Viktoria übernahm die Schirmherrschaft, hatte sich aber bei der Einweihung am 9. Oktober 1913 entschuldigen und durch den Prinzen August Wilhelm vertreten lassen.
Zum Ende des Zweiten Weltkriegs erlitt das Kirchengebäude schwere Schäden, die nach 1945 zunächst nur provisorisch beseitigt wurden. Erst in den Jahren 1960–1961 erfolgte eine gründliche Renovierung, verbunden mit etlichen Umbauten. Die Arbeiten wurden vom Architekten Walter Krüger geplant und geleitet.

## Architektur
Die Königin-Luise-Kirche ist eine Hallenkirche in Nordausrichtung. Der nordwestlich angefügte hohe rechteckige Turm besteht aus einem Schaft aus hellem Werkstein und einem Obergeschoss aus Backstein mit Glockenhaus und doppeltem Treppengiebel. Der Giebel (Schildwand) ist der Usedomer Marienkirche nachgestaltet ist. Über dem Haupteingang im Süden steht in einer spitzbogigen Nische die Statue der Königin Luise, eine weiße Skulptur im Jugendstil. Ein aus dem 17. oder 18. Jahrhundert stammender Grabstein aus rotem Mainsandstein, den die Bauarbeiter während des Kirchbaus am Bahndamm der Nordbahn gefunden hatten, wurde in die östliche Außenwand eingebaut. Er zeigt Christus, an einem eingeritzten Kreuz hängend, über einem Totenschädel.
Der Chor ist eingezogen.

## Glocken und Orgel

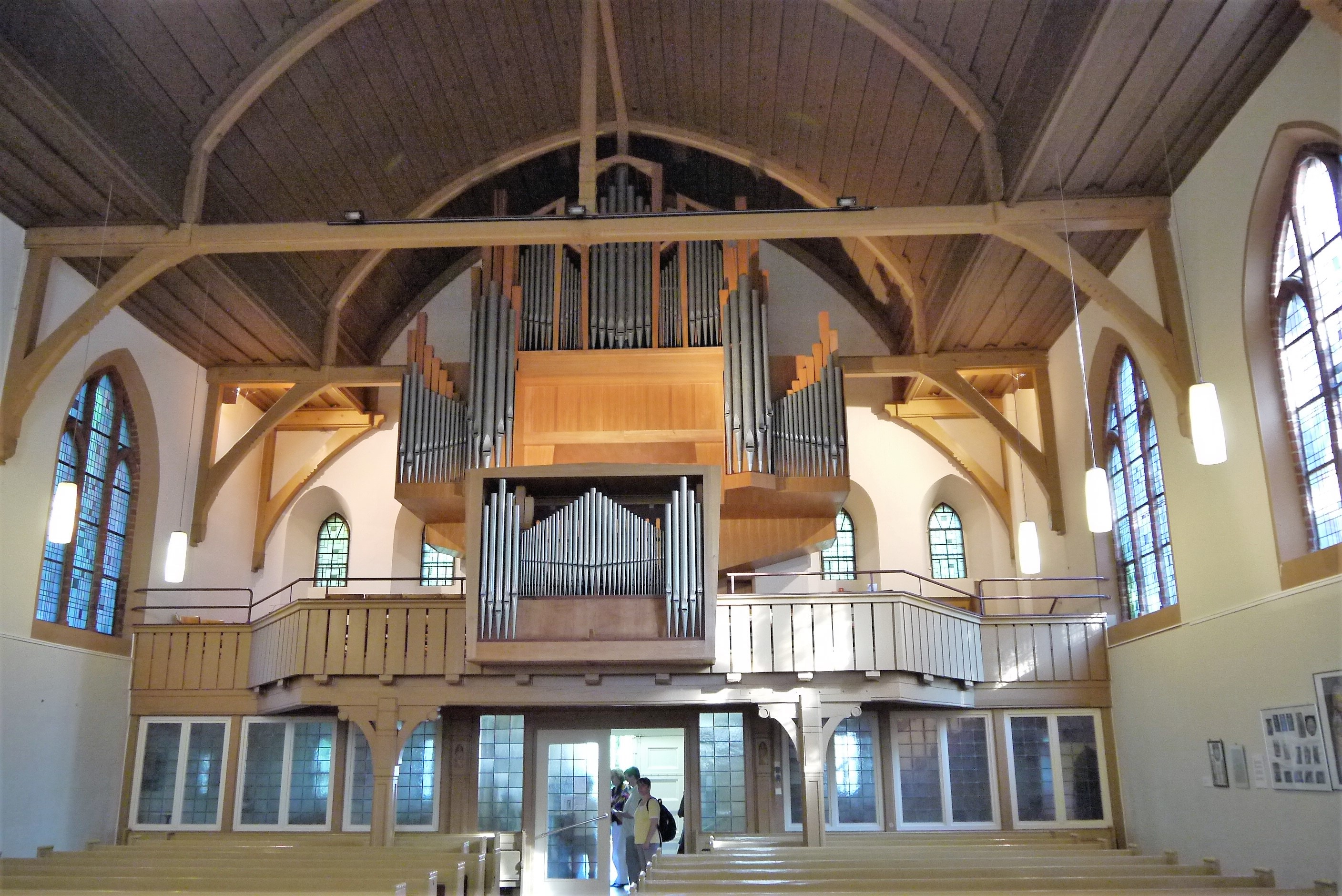
Innenraum mit Tolle-Orgel von 1966 (2015)

Die erste Orgel lieferte die Orgelbaufirma Paul Voelkner in Bromberg (heute: Bydgoszcz in Polen).
Nach ihrer Fertigstellung verfügte die Kirche 1913 über drei Glocken, die in der Glockengießerei Franz Schilling & Söhne in Apolda gegossen wurden. Zwei Glocken mussten im Ersten Weltkrieg, die dritte im Zweiten Weltkrieg als Metallspende des deutschen Volkes abgeliefert werden, ebenso die 1925 gelieferten Ersatzglocken. Im Jahr 1958 erhielt die Kirche vier neue Glocken aus der Glockengießerei Petit & Gebr. Edelbrock in Gescher/Westfalen.
Im Jahr 1966 ließ die Gemeinde die alte Orgel durch einen Neubau der Firma Eberhard Tolle aus Preetz in Holstein ersetzen. Das Werk verfügt über 26 Register auf zwei Manualen und Pedal. Eine Überholung erfolgte 2000.